# Enumeratio Stirpium
Enumeratio Stirpium (abreviado Enum. Stirp. Vindob.) es un libro con ilustraciones y descripciones botánicas que fue escrito por el médico, biólogo y botánico holandés Nikolaus Joseph von Jacquin. Fue publicado en el año 1762 con el nombre de Enumeratio Stirpium Pleraumque, quae sponte crescung in agro Vindobonensi.